# Praia de Pipa
La praia de Pipa és una platja ubicada al municipi de Tibau do Sul, a 85 km de Natal, capital de l'estat de Rio Grande do Norte, Brasil.

## Sobre la platja
Inicialment era un tranquil poble de pescadors, fins a l'arribada dels surfistes i turistes de tot el planeta. És famós per tenir una de les nits més bullicioses de l'estat, té un gran nombre d'hotels, hostals, albergs, restaurants, bars, clubs i està sempre ple, ja sigui en temporada alta o baixa. Pipa és un lloc que atreu a molts surfistes per les seves onades, i recentment s'ha sol·licitat també per practicar kitesurf, a través de la combinació de bones onades i forts vents.
El nom de "pipa" es deu al fet que els portuguesos en passar amb vaixell van veure una roca que s'assembla a una forma d'un Barril. Pipa, a Portugal, era (o és) la denominació de barril perquè recorda un barril de vi.
Pipa també va ser escenari de la guerra contra el Brasil Neerlandès i el 17 de gener de 1640 es va viure una victòria dels nord-europeus, liderats per Joan Maurici de Nassau-Siegen, contra la flota ibèrica.